# Benjamín Argumedo

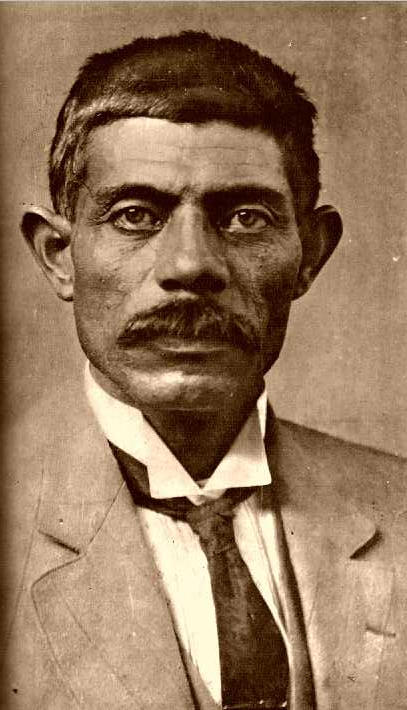
Benjamín Argumedo in 1915

Benjamín Argumedo (La Laguna, omstreeks 1876 - Durango, 1 maart 1916) was een Mexicaans militair.
Over zijn vroegste jaren is weinig bekend. Argumedo is omstreeks 1876 geboren, in Congregación Hidalgo, Matamoros of San Juan de Guadalupe, maar in ieder geval in de regio La Laguna, in het grensgebied van de staten Durango en Coahuila, en was voor het uitbreken van de Mexicaanse Revolutie werkzaam als kleermaker. Bij het uitbreken van de revolutie in 1910 sloot hij zich aan bij Francisco I. Madero. Argumedo bleek een capabel commandant, en wist onder andere Matamoros, Parras en Viseca in te nemen. Nadat Madero president was geworden, werd Argumedo in het Mexicaanse leger tot luitenant-kolonel benoemd, met het commando over een corps rurales.
In 1912 sloot Argumedo, uit onvrede met het niet nakomen van Madero's beloften tot sociale hervorming, zich aan bij de opstand van Pascual Orozco. Na de nederlaag en vlucht van Orozco in mei dat jaar bleef Argumedo de strijd voortzetten, maar werd door generaal Aureliano Blanquet in juni verslagen, en verschool zich met een klein guerillalegertje in de bergen van de Westelijke Sierra Madre. Nadat generaal Victoriano Huerta Madero omvergeworpen en vermoord had, kwam Argumedo uit de bergen tevoorschijn, en zwoer hij trouw aan Huerta, die hem vervolgens tot brigadegeneraal benoemde. Argumedo kreeg de opdracht de constitutionalisten van Venustiano Carranza en Pancho Villa tegen te houden. Hij verdedigde San Luis Potosí en wist vervolgens Torreón in te nemen, dat later echter weer verloren ging op Villa's troepen. Argumedo leidde met Luis Medina Barrón de verdediging van Zacatecas toen dit belegerd werd door Villa. Villa slaagde erin de stad in te nemen, waarna duidelijk was dat de dictatuur van Huerta ten dode was opgeschreven. Huerta tekende de verdragen van Teoloyucan waarin hij de macht overdroeg aan Carranza en ontvluchtte het land. 
Argumedo weigerde echter Teoloyucan te erkennen. Nadat Villa met Carranza ruzie gekregen had en met Emiliano Zapata op de conventie van Aguascalientes tot overeenstemming was gekomen, sloot Argumedo zich aan bij Villa en zette de strijd tegen Carranza's constitutionalisten voort. Argumedo leidde verschillende campagnes in het midden van Mexico. Toen echter de conventie steeds meer in het nauw kwam, vluchtte de conventionalistische regering van president Francisco Lagos Cházaro naar Durango, maar besloot onderweg de route te verzetten naar Tamaulipas. Argumedo raakte hierdoor geïsoleerd van de conventie, en zag zich gedwongen de strijd onafhankelijk voort te zetten. In januari 1916 werd hij door de constitutionalisten verslagen, en vluchtte zwaargewond de bergen in. Een maand later werd hij echter door Francisco Murguía opgepakt, en na een krijgsgericht gefusilleerd.
Hoewel niet een van de bekendste, was Argumedo zeker een van de meest charismatische leiders uit de Mexicaanse Revolutie. Hij wisselde weliswaar vaak van zijde en opportunisme was hem zeker niet vreemd, maar toch was hij altijd populair bij zijn troepen, in wier ontberingen hij altijd deelde. Argumedo nam dikwijls zelf actief deel aan gevechten, en men zei dat hij geen vrees kende. Over zijn lotgevallen is een bekende corrido geschreven.